# Маккейб, Уильям Бернард
Уильям Бернард Маккейб (англ. William Bernard McCabe; 23 ноября 1801, Дублин — 8 декабря 1891, Доннибрук) — английский и ирландский писатель

, переводчик и журналист. Большую часть написанных им художественных произведений составляют исторические романы.

## Биография
Родился в Дублине в католической семье; в 1823 году начал работать журналистом в одной из местных газет, через десять лет, в 1833 году, переехал в Лондон, где работал в том числе парламентским и международным корреспондентом, а также писал для таких изданий, как Morning Chronicle и Morning Herald. В 1852 году вернулся на некоторое время в Дублин, где работал в качестве редактора газеты Telegraph, но через некоторое время ушёл из журналистики и подолгу жил в Бретани, интересуясь кельтской культурой.
Во время работы в Morning Chronicle познакомился с Чарльзом Диккенсом и стал его другом; последний оставил о нём воспоминания, назвав его «весёлым и добродушным».
Из его произведений более известны:
- англ. «A catholic history of England» (1848—1854),
- англ. «Bertha, a romance of the dare ages» (1851),
- англ. «Agnes Arnold» (1860),
- англ. «Florine, princess of Burgundy» (1873).